# يوت واي كان
يوت واي كان (بالصينية: 簡 悅 威) (نظام بينيين Yuet Wai Kan) (مواليد 11 يونيو 1936)، عالم وطبيب في أمراض الدم وعلم الوراثة ولد في هونغ كونغ ويحمل الجنسيتين الصينية والأمريكية. وهو رئيس قسم الطب الجزيئي والتشخيص في جامعة كاليفورنيا سان فرانسيسكو. وهو الرئيس السابق للجمعية الأمريكية لأمراض الدم (ASH)، في عام 2004 حصل على جائزة شو نظير اكتشافه تعدد أشكال الحمض النووي